# Karma to Burn
Karma to Burn ist eine Stoner-Rock-Band aus Morgantown, West Virginia, USA, bestehend aus Bassist Eric Clutter und Schlagzeuger Evan Devine.

## Geschichte
Die 1993 gegründete Band spielte zunächst rohen, instrumentalen Stoner-Rock. Für das selbstbetitelte Debütalbum wurde allerdings auf Druck der Plattenfirma Roadrunner Records ein Sänger angeheuert. Karma to Burn erschien 1997, der kommerzielle Erfolg blieb jedoch trotz Kritikerlob aus. Die Band trennte sich daraufhin von Sänger Jason Jarosz.
Alle weiteren Aufnahmen waren nun wieder reine Instrumentalalben. Das Album Wild Wonderful Purgatory aus dem Jahre 1999 erschien sowohl bei Spitfire Records als auch bei Roadrunner Records, vor der Veröffentlichung des dritten Studioalbums Almost Heathen im Jahre 2001 erfolgte die Trennung von Roadrunner Records.
Die Band löste sich Mitte 2002 auf, Anfang Februar 2009 erfolgte die Wiedervereinigung. Im April 2010 erschien das Appalachian Incantation betitelte, aktuelle Album, auf welchem auch zwei Titel mit Gesang zu hören sind. Zum einen Waiting on the Western World bei dem Daniel Davies (Year Long Disaster, die Zweitband von Ex-Bassist Rich Mullin) den Gesang übernimmt und zum anderen der Titel Two Times, bei dem John Garcia zu hören ist.
Gitarrist William Mecum starb am 29. April 2021 an den Folgen einer Kopfverletzung, die er sich bei einem Sturz zugezogen hatte.

## Diskografie

### Studioalben
- 1997: Karma to Burn (mit Sänger Jason Jarosz, Roadrunner Records)
- 1999: Wild Wonderful Purgatory (Spitfire Records, Roadrunner Records)
- 2001: Almost Heathen (Spitfire Records)
- 2010: Appalachian Incantation (Napalm Records)
- 2011: V (Napalm Records)
- 2014: Arch Stanton (Deepdive Records, H’Art)
- 2016: Mountain Czar (Rodeostar Records)
- 2021: Thee Rabbit Hole (H42 Records) [early remastered demo Recordings 1993/1994]

### Livealben
- 2012: Live in Brussels (FABA Records)

### Kompilationen
- 2007: Mountain Mama’s: A Collection of the Works of Karma to Burn (die drei ersten Studioalben remastert, inklusive Bonustracks als 3-CD-Kompilation wiederveröffentlicht, Roadrunner Records)
- 2009: Live in London and Chasing the Dragon
- 2017: The Definitive 7" Trilogy (H42 Records) [7"-Split Single Collection with Sons of Alpha Centauri/Alpha Cat]